# Urolophus deforgesi
Urolophus deforgesi é uma espécie de peixe da família Urolophidae.
É endémica de Nova Caledónia.
Os seus habitats naturais são: mar aberto.
Está ameaçada por perda de habitat.